# SPRESENSE
SPRESENSE（スプレッセンス）は、ソニーセミコンダクタソリューションズが開発したIoT用のボードコンピュータである。
最⼤156 MHzで動作するARM Coretex M4Fを6コア持つプロセッサ「CXD5602」を搭載し、NuttXをベースとしたSpresense SDKおよびArduino IDEによる開発環境に対応している。低消費電力、GNSS受信機能、ハイレゾ対応オーディオコーデック搭載などを特徴とする。

## 経緯
開発時の名称はSPRITZERで、2017年8月に開催されたMaker Faire Tokyo 2017で初披露された。
2018年5月14日にSPRESENSEと改称された。
2018年7月31日にメインボードと拡張ボードが発売され、その後、カメラボード（2018年10月）、LTE拡張ボード（2019年12月）、HDRカメラボード（2022年4月）、GNSSアドオンボード（2023年7月）、マルチIMUアドオンボード（2025年2月）が発売されている。

## 活用事例
- 月面探査ローバーSORA-Qのメインボード、カメラボードとして使用された[11][12]。
- 「世界ゆるミュージック協会」との提携による「ゆる楽器」の制作[13][14][15]。
- 2022年よりSPRESENSE活用コンテストを開催している[16][17][18]。

## 仕様
メインボード
型名 : CXD5602PWBMAIN1
サイズ : 50.0 mm x 20.6 mm
プロセッサー : ARM Cortex-M4F x 6コア
最大駆動周波数 : 156 MHz
SRAM : 1.5 MB
フラッシュメモリー : 8 MB
デジタル入出力 : GPIO, SPI, I2C, UART, I2S
アナログ入力（A/Dコンバータ） : 2 ch (0.7 V range)
測位衛星システム : GPS, GLONASS, BeiDou, Galileo, QZSS, SBAS
カメラ入力 : 専用パラレルインターフェース
拡張ボード
型名 : CXD5602PWBEXT1
カメラボード
型名 : CXD5602PWBCAM1
LET拡張ボード
型名 : CXD5602PWBLM1
HDRカメラボード
型名 : CXD5602PWBCAM2W
GNSSアドオンボード
型名 : CXD5602PWBGNSS1W
マルチIMUアドオンボード
型名 : CXD5602PWBIMU1J

## 開発環境
- Arduino IDE[20]
- Spresense SDK - NuttX（英語版）が提供しているビルド環境（GNU Make）をベースとしたソニー独自の開発環境[20][21]。

## 関連書籍
- 太田義則 著『SPRESENSEではじめるローパワーエッジAI』 オライリー・ジャパン、2022年2月28日、ISBN 978-4873119670[22]